# FAB-9000
La FAB-9000 ( russe : ФАБ-9000) est une bombe aérienne de fabrication soviétique. FAB signifie Fugasnaya Aviatsionnaya Bomba (bombe aérienne hautement explosive) et 9000 représente le poids de la bombe en kilogrammes. C'est l'une des bombes les plus lourdes des forces aériennes soviétiques et des forces aérospatiales russes[réf. à confirmer].

## Historique
Elle a été développée au début des années 1950, puis modifiée au milieu des années 1950. Elle a été produite par l'Union soviétique et l'Irak, où elle porte la désignation NASR-9000.
Le premier usage au combat de la FAB-9000 est concomitant 
avec le baptême du feu du bombardier Tupolev Tu-22 en janvier 1974 lorsque les Forces armées irakiennes bombardèrent le Kurdistan irakien avec, entre autres, ces bombardiers pilotés par des militaires des Forces aériennes soviétiques qui frappèrent un camp kurde insurgé près de Qalat Dizah.

## Sources et références
1. ↑  « FAB 9000 High Explosive Bomb », www.globalsecurity.org (consulté le 23 janvier 2019)
2. ↑  Duncan Lennox: Jane’s Air launched Weapon, Edition 1997. Jane’s Information Group, 1997, S. 308–309.